# Sidell (Illinois)
Sidell – wieś w Stanach Zjednoczonych, w stanie Illinois, w hrabstwie Vermilion.